# Затоплена копальня
Затоплена копальня є одним із прямих результатів так званої «мокрої» ліквідації копальні. Коли копальня припиняє роботу, також припиняються її системи технічного обслуговування, до складу яких входить водовідлив. В разі зупинки водовідливу копальня поступово затоплюється підземними та ґрунтовими водами.

## Огляд
Видобування корисних копалин може тривати протягом тривалого періоду часу, від кількох років до кількох десятиліть, і для того, щоб гірничі роботи продовжувалися, воду потрібно видаляти з копальні в міру її накопичення. Після закриття копальні, коли закінчується її експлуатаційний термін, зупиняються системи технічного обслуговування, в тому числі системи водовідливу. Без осушення копальні, як правило, затоплюються поверхневими та ґрунтовими водами на нижніх горизонтах і у вироблених просторах, якщо немає дренажних виробок. Процес затоплення відкритої або підземної копальні може тривати від кількох місяців до більш ніж десяти років, залежно від таких факторів, як об'єм гірничих виробок та виробленого простору в копальні, наявність інфільтраційної води та характеру затоплення — воно може бути неконтрольованим, контрольованим або зі спостереженням.

## Відкриті копальні
Затоплення відкритих копалень (кар'єрів) призводить до утворення так званих кар'єрних озер, де можна спостерігати поступове зариблення. Процес затоплення відбувається тому, що дренажні свердловини або водовідливні насоси зупиняються, а відкриті простори заповнюються ґрунтовими водами та поверхневим стоком від опадів і водойм (наприклад, річок). Якість води в затоплених кар'єрах може варіюватися від якості питної води до кислої води, яка може бути отруйною, якщо її випити.

## Підземні копальні
Затоплення в підземних копальнях (шахтах і рудниках) зазвичай контролюється. На ці типи копалень безпосередньо не впливають поверхневі води, тому роль у затопленні відіграють переважно підземні води. Однією з головних причин для ухвалення рішення про затоплення підземної копальні є уникнення дисульфідного окислення, а отже, уникнення кислотного водовідливу. Іншим важливим фактором є унеможливлення проникнення в шахту та продовження виділення небезпечних газів (з іншого боку, процес затоплення призводить до витіснення рудникових газів на поверхню).
Контрольоване затоплення підземних копалень зазвичай дотримується таких правил:
- Усунення потенційних водних небезпек.
- Тампонаж, закладання або бетонування приповерхневих порожнин, які можуть зруйнуватися під час або після процесу затоплення.
- Встановлення систем водовідведення.
- Встановлення як на поверхні, так і під землею системи моніторингу гідрогеологічних і геотехнічних аспектів.
- Складання гідрологічного та гідрогеохімічного прогнозу поведінки шахтних вод.

## Причини затоплення копалень
Існує широкий спектр факторів, які призводять до затоплення копалень. Шість із цих основних причин:
- Копальня втрачає економічне значення
- Вичерпання запасів
- Політичні причини, війна чи масштабні аварії
- Нестійкість гірничих виробок
- Запобігання дисульфідного окислення
- Безпекові причини

У деяких місцях затоплені шахти були перетворені на гідроакумулювальні водосховища.